# Corriverton
Corriverton è una città della Guyana, situata nella regione di Berbice Orientale-Corentyne.